# Armstrong Whitworth F.K.10

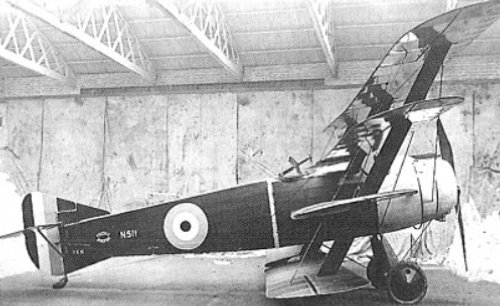
Armstrong Whitworth F.K.10

De Armstrong Whitworth F.K.10 was een door Frits Koolhoven ontworpen Engelse eenmotorige quadruplane (vierdekker). Dit opvallende ontwerp van een tweezitter jachtvliegtuig werd in de Eerste Wereldoorlog geproduceerd voor de Royal Air Force (RAF) door de Britse vliegtuigfabriek Armstrong Whitworth (AW).
De keuze van Frits Koolhoven voor een vierdekker lay-out was een vervolg op de succesvolle Sopwith driedekker en het Duitse antwoord hierop, de Fokker Dr.I. Koolhoven hoopte de wendbaarheid van de driedekker te overtreffen met nog een extra vleugel. Deze extra vleugel geeft echter een grotere weerstand hetgeen, met hetzelfde motorvermogen, tot een lagere maximumsnelheid leidt.
Het eerste prototype, de F.K.9 werd gebouwd en voor het eerst gevlogen in de zomer van 1916. Na eind 1916 te zijn beoordeeld, werd er door de RAF een order van 50 stuks gegeven voor een aangepaste versie, de F.K.10.
De productieversie van de F.K.10 bleek echter qua prestaties inferieur aan de eerder in dienst gekomen succesvolle Sopwith 1½ Strutter tweedekker. Uiteindelijk werden er slechts acht exemplaren van de F.K.10 gebouwd welke nooit operationeel zijn geworden. De verdere ontwikkeling van het vierdekker concept werd stopgezet. 

## Specificaties
- Type: Armstrong Whitworth F.K.10
- Ontwerper: Frits Koolhoven
- Rol: Jachtvliegtuig
- Bemanning: 2
- Lengte: 6,78 m
- Spanwijdte: 8,48 m
- Hoogte: 3,51
- Leeggewicht: 561 kg
- Maximum gewicht: 916 kg

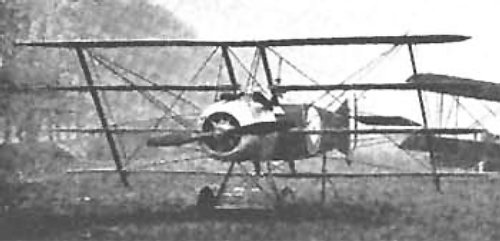
F.K.10 quadruplane (vierdekker)

- Motor: 1 × Clerget 9B negencilinder rotatiemotor, 130 pk (97 kW)
- Propeller: Tweebladig
- Eerste vlucht: 1916
- Aantal gebouwd: 9 (1 F.K.9 + 8 F.K.10)

Prestaties
- Maximumsnelheid: 135 km/u (op 2000 m)
- Plafond: 3000 m
- Maximum vluchtduur: 2,5 uur
- Klimsnelheid: ±5,5 m/s (schatting)

Bewapening
- Boordgeschut: 1 × vast 7,7 mm Vickers machinegeweer en 1 × 7,7 mm Lewis mitrailleur in de achterste cockpit